# Izgubljeni sin
Izgubljeni sin  naziv je Isusove prispodobe iz Novoga zavjeta.
Oko Isusa okupljali su se grešnici i carinici, kako bi ga slušali. To je naljutio farizeje i pismoznance, jer su smatrali, da grešnici i carinici nisu dostojni biti u Isusovom društvu i blagovati s Njime. Isus im je u vezi s tim ispričao tri prispodobe. Prve dvije su o izgubljenoj i nađenoj ovci i drahmi (novčana jedinica). Treća prispodoba je o izgubljenom sinu, ali o dobrom ocu i dobrome sinu. 
Prispodobu je počeo riječima: "Čovjek neki imao dva sina (Lk 15,11)." U Starome zavjetu bilo je mnogo tema vezanih uz dva sina: Kajin i Abel, Izak i Jišmael, Jakov i Ezav i dr. Mlađi sin zatražio je od oca dio imanja, koji mu pripada. Otac mu je udovoljio. Po židovskom zakonu, starijem sinu kao prvorođencu pripadale su dvije trećine očeva imanja, a mlađem sinu trećina imanja. Stariji sin nije mogao dobiti svoj dio do očeve smrti, a mlađi je mogao, ako se odlučio oženiti. Otac u priči je Bog Otac koji je Stvoritelj i Otac. Mlađi sin je čovjek koji se udaljava iz Božjeg svijeta, koji želi uživati život, ne želi se podvrgavati nikakvom autoritetu ni zapovijedi. Želi živjeti samo za sebe i uživati što više može. Prodao je svoj dio očevog imanja, otišao u dalek svijet i potratio bogatstvo na raskošan život i bludnice. Na kraju sve je potrošio. Nastala je glad u toj zemlji i počeo je oskudijevati. Da bi preživio, čuvao je svinje u polju za gospodara i žudio za rogačima, koje su jele svinje. 
Za Židove svinja je nečista životinja, simbol krajnje ljudske bijede i otuđenosti. Židovi ne žele ni izgovoriti riječ "svinja", već govore "ona životinja". Sin koji je želio biti posve slobodan, živio je kao rob. Sjetio se kako mu je nekada bio lijepo kod oca i razmišljao kako se vratiti. Najamnici u očevoj kući imali su hrane u izobilju, dok je on gladovao.
Odlučio je promijeniti se, dolazi k sebi i vraća se ocu. Dok je dolazio kući, otac ga je vidio izdaleka. Shvatio je, da se izgubljeni sin promijenio na bolje, otrčao mu je u susret, izljubio ga i zagrlio. Sin reče ocu: "Oče! Sagriješih protiv Neba i pred tobom! Nisam više dostojan zvati se sinom tvojim (Lk 15, 21)". Otac reče slugama, da priprave veliku gozbu i zakolju ugojeno tele, "jer sin bijaše mrtav i oživje, izgubljen bijaše i nađe se! (Lk 15, 24)." Obukli su ga u najljepšu haljinu, stavili su mu na ruku prsten i obuću na noge. Haljina, prst i obuća znak su, da ga otac ponovno prihvaća i smatra svojim. Otac je slika Boga Oca, koji oprašta grešnicima i prihvaća ih nazad kada se kaju. Isus se tako ponašao prema grešnicima i carinicima. Ovom prispodobom želio je opravdati svoju dobrotu prema njima. Sv. Pavao napisao je, da je Bog pokazao svoju milosrdnu ljubav tako da je "Krist dok smo još bili grešnici, umro za nas (Rim 5,8)." Isus opravdava svoje ponašanje, tako što svoje ponašanje svodi na ponašanje Boga Oca.
U prispodobi se pojavljuje dobri sin, koji se vraća iz polja. Začuo je svirku i raspitao što se to događa. Sluga mu ispriča što se dogodilo. Dobri sin se razljutio i nije želio pridružiti se. Ocu je rekao: "Evo toliko ti godina služim i nikada ne prestupih tvoju zapovijed a nikad mi ni jareta nisi dao da se prijateljima proveselim. A kada dođe ovaj sin tvoj koji s bludnicama proždrije tvoje imanje, ti mu zakla ugojeno tele (Lk 15, 29-30)". Dobri sin slika je farizeja i pismoznanaca koji su se pridržavali Božjih zapovijedi te slika pobožnih ljudi koji su načistu i u dobrim odnosima s Bogom. Oni sebe vide u pravnome odnosu s Bogom i tu su s njime na načistu: "Nikada nisam prekršio nijedne tvoje zapovijedi." Ali Bog je veći od Boga-zakona i On je Bog-ljubavi i milosrđa. Dobri sin ogorčen je, što je mlađi sin iskusio slobodu i užitke i nakon svega se vratio, a otac mu je priredio gozbu kakvu njemu nikada nije. Ali stariji dobri sin nije znao kakav je težak put prošao njegov mlađi brat kada je shvatio, da grešno živi i robuje strastima i đavlu. Nije znao, kakvu je duševnu krizu prošao. 
Otac je starijem sinu odgovorio: "Sinko, ti si uvijek sa mnom i sve moje – tvoje je. No trebamo se veseliti i radovati se jer ovaj brat tvoj bijaše mrtav i oživje, izgubljen i nađe se! (Lk 15,31-32)." Starijem sinu potrebno je da prizna kako je otac u pravu i da prihvati gozbu i svečanost kao svoju, kako bi bio spreman za pravo sinovstvo. Treba shvatiti, da nema razloga zavidjeti mlađem sinu što je iskusio slobodu i užitke, jer ga je to ionako odvelo u ropstvo. Tu se prispodoba prekida. Ne piše, je li se stariji sin pridružio gozbi.

## Unutarnje poveznice
- Suze sina razmetnoga
- Isusove prispodobe